# Jack (комикс)
«Дже́к» — фурри-веб-комикс Дэвида Хопкинса, выходящий с 1 марта 2001 года. Повествует о мире населённым антропоморфными животными. В комиксе присутствует насилие и некоторые эротические сцены.

## Сюжет
Сюжет повествует об аде, грехе и его искуплении. В основном рассказывается о Джеке — Грехе гнева в аду и научном эксперименте при жизни. Наказание Джека состоит в том что он не помнит земную жизнь и на протяжении всего комикса вспоминает её мелкими отрывками. Также он играет роль смерти: забирает души мертвых на суд. В остальном комикс состоит из историй различных персонажей: совершивших грех, жертвах убийц и насильников или подвергшихся нападению одного из грехов, либо ради выгоды или дабы натолкнуть человека на неправильный путь. В комиксе нет людей (не считая Каина, Греха зависти, учёного, создавшего расу антропоморфных животных и попавшего в ад. Иногда встречаются отсылки о том, что они существовали в виде незначительных персонажей). Люди начали создавать антропоморфных созданий и были истреблены ими.

## История создания
Дэвид Хопкинс не был известен в сфере фурри-комиксов. Ранее создавал комиксы, такие как Rework the Dead, который затем был адаптирован в видеоигру командой Happy Rainbow Panda Bears. После создания комикса под названием «Трикси и Тет» (который позже стал третьей историей Джека «Арка») его подруга, а позже жена предложила ему выйти на большую аудиторию. Сначала он колебался, так как привык к меньшей аудитории, затем решился. После публикации «Трикси и Тет» у него было около 5000 читателей. Сейчас у «Джека» четыре опубликованных комикса, комиксы спин-оффы и растущая фанатская база.

## Места действия
Реальный мир
Обычный мир, где живут и умирают простые смертные. После смерти, умершие могут находиться в мире живых в качестве призраков, пока их не заберёт Жнец. В одном акте описывалась целая банда таких полтергейстов, обучавшихся борьбе со Смертью, и, тем самым, отсрочивая попадание в ад.
Ад
Там отбывают наказания грешники и обитают 7 грехов. Они отличаются от людей, попавших в рай, тем, что на них остаются раны, оставшиеся после смерти, и глаза напоминают две черные мелкие точки, такие же глаза и у трупов. Также в аду нельзя умереть. Даже если кого-то разорвут на куски - через некоторое время он восстановится. Роль грехов исполняют души, которые больше всего в них провинились.
Рай
Там продолжают свою жизнь люди верившие в бога, не совершавшие грехов и умершие собственной смертью (при самоубийстве направляют в ад). Каждый сам создает свой рай лишь представив его. У ангелов и просто попавших в рай, глаза такие же, как у живых.
Чистилище
Там находятся души, которые могут отправиться обратно на землю переродившись или в рай. Оно не отличается от земной жизни, но в нём будут присутствовать предметы которые человеку при жизни не нравились.

## Персонажи
В комиксе несколько действующих лиц:
Грехи
- Джек  — грех гнева. Самый первый из расы антропоморфных зверей, так как был создан учёными (людьми) и выращен в пробирке. Не имеет детородного органа, так как тот был удалён ещё в зародышевом состоянии людьми. Джек был влюблен в Джилл (одна из других антропоморфных зверей, созданных учёными), убитой охранником. Джек поднял антропоморфных животных, созданных людьми, на истребление своих создателей, после успеха восстания совершил самоубийство. Более справедливый, чем остальные грехи: если остальные действительно воплощают свой грех, то Джек гнев проявляет редко, но сильно и стремится искупиться.
- Дрип — грех похоти. Маньяк-насильник. Гомосексуал. После смерти Дьявол перенёс его в прошлое, где Дрип по ошибке убил своих родителей, после чего и стал одним из семи грехов. Помнит прошлое, но не может почувствовать удовольствие от «выполнения своей роли» и все чувства испытанные при жизни, кроме боли. Не хочет искупать свой грех, так как Дьявол пообещал в будущей жизни сделать его женщиной.
- Лиза и Боб Ворш — грехи чревоугодия. Началось с того что оба убили и съели девушку (настоящее мясо было запрещено, так как для его получения надо было убивать себе подобных, так что все питались синтетическим, которое Лизе и Бобу не нравилось). После жизни убийц-каннибалов они сожрали друг друга. Теперь сплетены в одно тело — пока один поедает душу кого либо, лицо другого можно видеть на месте половых органов. Так они чередуются. Их наказание в том, что не могут наесться и не чувствуют вкуса. Чуть позднее в комиксе их разделяет Нострум.
- Винс — грех жадности. Диктатор, собрал армию в Средние века (после истребления человечества мировая история «началась с начала»), создав новое учение о боге (в то время считалось, что примет тебя бог или нет, зависит от твоего вида). Но ему было мало этого, и он стал убивать и грабить своих подчиненных. В конце концов, они убили его. В аду они снова поймали его, вырвали глаза, кастрировали, разодрали рот и брюхо, но он и в аду создал новое учение о боге, позволившее подчинить себе многих грешников.
- Доктор Каин — грех зависти. Учёный, создавший расу антропоморфных зверей, а также способ радикально продлевать жизнь. Попал в ад предположительно из-за зависти богу. Ненавидит свои творения, поэтому для искупления вынужден находиться среди них.
- Лень — грех лени, имя не известно. Она стала самим адом и поэтому не ведает покоя.
- Тщеславие — грех тщеславия. Живёт в своей башне и оплакивает свою прижизненную красоту.

Остальные
- Фнар (Рэнди) — нерождённый мальчик, с самого начала комикса попадающий в ад вместе со своей матерью. Он не в чем не повинен, но его мать «совершала плохие вещи». Единственный друг Джека. Фнар разумнее большинства обитателей ада, лишившихся разума, но по-детски наивен. Его мать тоже находится в аду вместе с ним. Ад не причиняет вреда Фнару. Позже его отправляют на землю для перерождения. Джек очень огорчается утере единственного друга. Изнасилован Дрипом, который является его отцом. После перерождения Фнар получает имя Рэнди, и живёт в семье Дэвида Хопкинса.
- Мать Фнара — сделала аборт в ходе которого скончалась сама. Изнасилована Дрипом. Большую часть комикса заточена в стене в пещере Дрипа, где он держит своих жертв.
- Фарраго — ангел, единственная верит в то, что Джек может исправиться. Однажды потеряла крылья, но когда Джек поцеловал её, они вернулись. Всячески помогает ему, но когда частично по её вине насилуют Фнара, Джек проявляет гнев и ранит Фарраго, и все её воспоминания, связанные с Джеком, по её просьбе у бога, стираются.
- Сильверблю — первая в комиксе осознала свой грех с помощью Джека но в рай не стремится, так как считает, что может помочь Джеку в аду.
- Центральная — главный ангел. Была с знакома с Джеком при жизни, компания Джека убила её. Не верит в то, что Джек может исправиться, правда, ненадолго меняет своё решение, пока Джек не ранит Фарраго.
- Дьявол — как он сам говорил, «он вечно рисуют меня улыбающимся красавчиком». С виду обычный человек, но может меняться в любое существо или предмет. Однажды показывают что это он рисует комиксы и вершит судьбы (но это не так: к дьяволу попадает грешник, которые считает, что все, что он совершил, предначертано судьбой и во всем виноват дьявол. Но он (грешник) осознает слишком поздно, что дьявол — это не он и совершал все только собственными руками, после чего действительно становится собственностью дьявола и попадает на страницы его комиксов. Там же он задается вопросом : «но если моя жизнь всего лишь комикс… то кто тогда его читает?»). Обладает способностью переписывать прошлое. Забавно, что Дэвид Хопкинс, изредка появляющийся на страницах своего комикса — выглядит так же, как и дьявол.
- Бог — показан в комиксе овечкой (женского пола), верит, что все могут искупить свои грехи и ждёт, что дьявол (Люциус) «наконец-то выйдет из своей комнаты и попросит прощения».
- Лита —  дочь Дрипа. Специально попала в ад чтобы отомстить своему отцу за то, что тот изнасиловал её мать, а впоследствии соблазнил и её.
- Клиф —  бывший солдат и полицейский. До войны пытался поймать Дрипа, но был изнасилован. Узнав однажды, что война, в которой воюет его отряд, нужна чтобы просто обменивать жизнь на деньги, попытался этому помешать. Но за это его отряд убили, а ему отрубили руки и выбили глаз. Ему удалось вставить вместо рук те самые лезвия, которыми ему их отрубили, и, спустя некоторое время, отомстить за свой отряд и любимую девушку Линду, воевавшую с ним. После смерти встречает Литу в аду и влюбляется в неё.

## Награды

### Web Cartoonist's Choice Awards
- В 2002 году[1] номинировался в категориях
  - «Лучший драматический комикс» («Best Dramatic Comic»), уступил «Megatokyo» Фреда Галлахера и Родни Кастона
  - «Лучший антропоморфный комикс» («Best Anthropomorphic Comic»), уступил «Ozy and Millie» Дэвида Крэйга Симпсона (ныне MtF Дана Симпсон)
- В 2003 году[2] номинировался в категориях
  - «Выдающийся драматический комикс» («Outstanding Dramatic Comic»), уступил «Nowhere Girl» Джастина Шау
  - «Выдающийся антропоморфный комикс» («Outstanding Anthropomorphic Comic»), уступил «Commander Kitty» Скотти Арсено
  - «Выдающийся дизайн пространства» («Outstanding Environment Design»), уступил «Megatokyo» Фреда Галлахера и Родни Кастона
- В 2004 году[3] победил в категории «Выдающийся драматический комикс» совместно с комиксом «Demonology 101»
- В 2005 году[4] номинировался в категориях
  - «Выдающийся драматический комикс», уступил «Star Cross'd Destiny» Блэр Би
  - «Выдающаяся сюжетная концепция» («Outstanding Story Concept»), уступил «Count Your Sheep» Адриана Рамоса

### Ursa Major Awards
В 2004 году выиграл как лучший драматический комикс на премии  Web Cartoonist's Choice Awards.
Также номинировался в 2002, в 2003 и в 2005 годах. 
На этой же премии был номинирован в номинациях Лучший антропоморфный комикс в 2002 и 2003 годах., Лучший дизайн фонов в 2003 и Лучший концепт истории в 2005.
- В 2001 году[12] номинировался в категории «Лучший антропоморфный комиксбук или стрип» («Best Anthropomorphic Comic Book or Strip»), уступил «Usagi Yojimbo» Стэна Сакаи
- В 2003 году[13] номинировался в категории «Лучший антропоморфный комикстрип» («Best Anthropomorphic Comic Strip»), уступил «Kevin & Kell» Билла Холбрука